# フレンドリー号

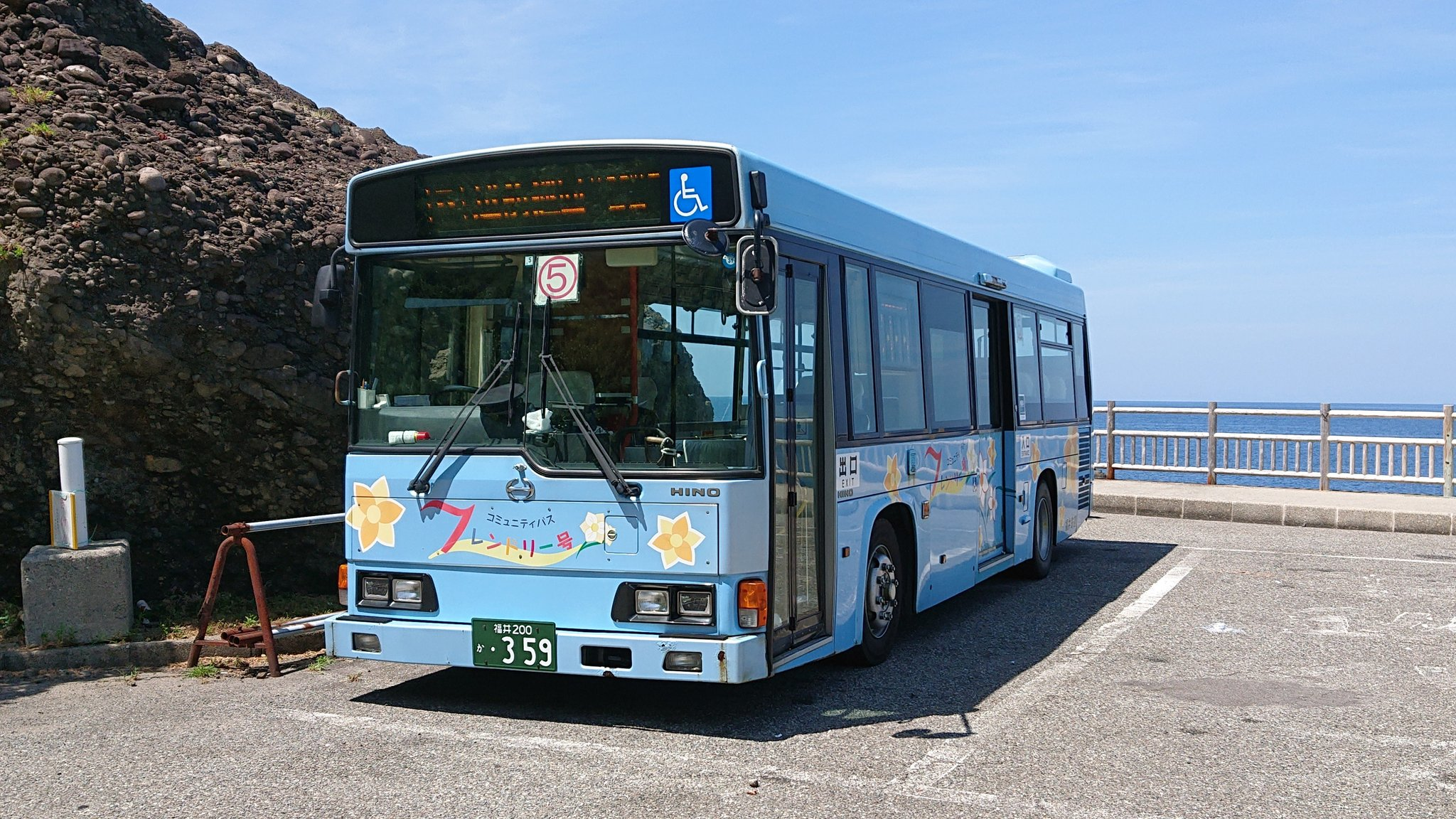
越前地区巡回ルートに使用されている日野・レインボー

フレンドリー号は、福井県丹生郡越前町が主体となり、同町内で運行するコミュニティバスである。

## 概要
2006年（平成18年）6月2日に9路線の運行を開始したが、2022年（令和4年）3月31日の運行分をもって朝日地区巡回ルート、宮崎地区巡回ルート、織田地区巡回ルート、朝日地区乗合ルート、織田地区乗合ルートの5路線と越前地区乗合ルートの糠長島（南越前町）バス停留所への乗り入れを廃止し、4路線の運行体制となった。

## 運賃制度
運賃
- 1乗車200円、高齢者（70歳以上）・障がい者・小中高生は100円、小学生未満は無料。

回数乗車券
- 1,000円（100円券 11枚綴り）

乗継券
- コミュニティバス同士の乗り継ぎに限り、チョイソコえちぜんは利用不可。

## 運行路線
環状ルートは月曜日から土曜日までの運行、越前地区巡回ルートは月曜日から金曜日までの運行、越前地区乗合ルートは月曜日・水曜日・金曜日の運行。祝日も運行し、日曜日と年末年始は全便運休する。運行ルート・ダイヤの詳細は、公式サイトを参照。
- 環状ルート右回り
- 環状ルート左回り
- 越前地区巡回ルート
- 越前地区乗合ルート - 乗合タクシーによる運行で、一部デマンド区間あり。

## 使用車両
- 日野・レインボー（ノンステップバス）
- 三菱ふそう・エアロミディME[2]ほか